# Шарташский
Шарта́шский или Шарта́ш — жилой район (микрорайон) в Кировском административном районе Екатеринбурга, сложившийся на месте исторического села Шарташ (Шарташского) — одного из первых русских населённых пунктов в окрестностях Екатеринбурга. В XVIII—XIX веках Шарташ был самым влиятельным центром старообрядчества на Урале.

## Географическая характеристика
С запада Шарташский граничит с микрорайоном Аппаратным, с юго-запада — с жилым районом Пионерским, с юга с жилым районом ЖБИ.
Со второй половины XX века берега озера Шарташ, вдоль которого расположен жилой район является зоной отдыха горожан.

## История

### 1672—1917
Считается, что село Шарташ было основано в 1672 году высланными из Москвы стрельцами и старообрядцами. Однако существуют сомнения в достоверности этого утверждения в связи с отсутствием источников. По мнению оппонентов наиболее распространенной версии, деревня возникла в двадцатые годы XVIII века, т.е. практически одновременно с возникновением самого Екатеринбурга. В XVIII веке в селе располагалось три раскольничьих часовни и восемь женских скитов. Шарташ был известен промыслами, связанными с обслуживанием трактов (в том числе Шарташской дороги, связывающей Шарташ с Екатеринбургом), и кроме этого шорным и меднолитейным делом. Считалось, что в 1745 году Ерофей Марков открыл в окрестностях Шарташа первое в России коренное рудное золото и на месте находки в 1748 году возник первый в России золотой рудник, получивший одноимённое с селом название. Однако архивные документы показывают, что первое золото на Урале было найдено в мае 1744 года Леонтием Лаврентьевичем Пигалевым на Шилово-Исетском медном месторождении. Однако факт находки Пигалевым именно золота был установлен лабораторно только в 1745 году.
В 1824 году село Шарташ посетил император Александр I.
В 1828 году в Шарташе было 400 дворов, все староверы.
В 1832 году Шарташ сгорел в результате большого пожара.
В конце XIX века, после открытия движения по железной дороге, тракты и промыслы, связанные с их обслуживанием, утратили значимость.

### Троицкая церковь
В 1849 году горное ведомство возвело в селе каменную часовню, которая 17 июня 1862 года была освящена в честь Святой Живоначальной Троицы.

### В советскую эпоху
26 марта 1934 года посёлок Шарташ и Шарташский сельсовет полностью были включены в состав одновременно созданного Сталинского административного района г. Свердловска. 25 июня 1943 года в ходе разукрупнения Сталинского района посёлок был переподчинён в состав образуемого Кировского административного района.

### Современность и будущее
Жилой фонд представлен преимущественно частными одноэтажными домами, причем дома, построенные в XVIII—XIX веках, соседствуют с современными. Квартал улиц Краснодарская-Искровцев-Севастопольская застроен в период с 1959 по 1970 годы 2-3-этажными 8—24-квартирными домами треста «Уралаэрогеодезия». В жилом районе имеется средняя общеобразовательная школа № 24.
Генеральный план развития Екатеринбурга до 2025 года предусматривает строительство крупного жилого района «Шарташский» на 50 000 жителей (1,3 млн м² жилья как многоэтажной, так и малоэтажной застройки). Развитие жилого района будет происходить в северном направлении («Северный Шарташ»).
1 ноября 2022 года в районе северного Шарташа запустили транспортно-логистический центр «Уральский».

## Население
| 392 муж. пола | 1324 (224) | 1500 (325) | 1367 (329) | 3700 |

## Транспорт
Станций метро поблизости нет. В отдалённой перспективе планируется провести в район 3-ю линию Екатеринбургского метрополитена (станции «Шефская» и «Озёрная»).
С городом район связывают автобусные маршруты № 75, № 90, № 112, № 114, № 148, № 149 и № 166, а также маршрутное такси.
Узловая железнодорожная станция Шарташ находится на значительном удалении от Шарташского (около 5 км). Однако рядом с районом находится железнодорожная станция Аппаратная.

## Электронные ресурсы
- Петкевич Т. А., Анимица Е. Г. Шарташский // Энциклопедия Екатеринбурга [Электрон. ресурс] : электронная энциклопедия. — Электрон. дан. и прогр. — Екатеринбург. : ИИиА УрО РАН, год не указан. — 1 электрон. опт. диск (CD-ROM).